# Piergiorgio Paterlini
Piergiorgio Paterlini (Castelnovo di Sotto, 17 giugno 1954) è uno scrittore e giornalista italiano.
Assieme a Michele Serra e Andrea Aloi, è tra i fondatori del giornale satirico Cuore.

## Libri
- Rubacuori e denari. 48 poesie d'amore, Siena, Barbablù, 1991
- Ragazzi che amano ragazzi, Milano, Feltrinelli, 1991; edizione ampliata 1998; nona edizione settembre 2005.
- I brutti anatroccoli Milano, Feltrinelli, 1994; tascabile Baldini & Castoldi 1998
- Io Tarzan, tu Jane. Manualetto d'amore e di sesso, Milano, Baldini & Castoldi-Zelig, 1995; nuova edizione 2003 con il titolo Manuale di educazione sessuale per gay ed etero.
- Lasciate in pace Marcello, Trieste, EL, 1997; Amsterdam, Querido, 1999
- Ciao, voialtri. Lettere a Lella Costa, Milano, Baldini & Castoldi-Zelig, 1997
- Jesus: Storia di un uomo, 2000;
- Adottare un figlio, Milano, Mondadori, 2000; edizione Oscar 2001
- Matrimoni, Torino, Einaudi (Gli Struzzi), 2004
- Matrimoni gay, Einaudi (Tascabili Saggi), 2005
- Collabora con Luciano Ligabue per la stesura di Fuori e dentro il borgo e di La neve se ne frega. In particolare ha lavorato come editor per il libro di poesie Lettere d'amore nel frigo. 77 poesie, 2006.
- Non essere Dio. Un'autobiografia a quattro mani, con Gianni Vattimo, Aliberti editore, Reggio Emilia, 2006
- Fisica quantistica della vita quotidiana, Einaudi (Gli Struzzi), 2013
- Bambinate, Torino, Einaudi, 2017
- Confiteor, Piemme, 2024

## Teatro
Testi per Lella Costa:
- Malsottile mezzo gaudio, regia di Riccardo Piferi, 1990
- Due. Abbiamo un'abitudine alla notte, regia di Riccardo Piferi, 1992
- Magoni. E, forse, miracoli, regia di Riccardo Piferi, musiche originali di Ivano Fossati, 1994
- La daga nel loden, regia di Riccardo Piferi, 1995
- Stanca di guerra, regia di Gabriele Vacis, 1996
- Un'altra storia, regia di Gabriele Vacis, 1998
- Precise parole, regia di Gabriele Vacis, 2000

Testi per Gianluca Ferrato:
- Dove il cielo va a finire, regia di Bruno Montefusco, 2007
- Quante vite avrei voluto, regia di Marco Mattolini, 2007

Realizzata la trasposizione teatrale di La Califfa di Bevilacqua, regia di Alessandro Benvenuti.

## Giornalismo
- Collabora a Il manifesto dal 1975.
- Fondatore nel 1988, con Michele Serra, di Cuore e autore della rubrica Parla come mangi.
- Collabora a Linus dal 1983 al 1997.
- Collabora ad Amica (2001-2002).
- Collabora a Luna (2002-2003).
- Collabora a A (ex- Anna). Diretta da Maria Latella, ha una rubrica settimanale dal giugno 2007